# Derensili Sanches Fernandes
Derensili Sanches Fernandes (Rotterdam, 28 maggio 2001) è un calciatore olandese, attaccante dell'Excelsior.

## Carriera
Fernandes ha iniziato a giocare per il Neptunus prima di unirsi all'accademia giovanile dell'Excelsior. È stato promosso nella squadra senior all'inizio della stagione 2020-21, ma è rimasto in panchina e non ha fatto il suo debutto professionistico.
Nell'ottobre del 2020 si è trasferito all'Utrecht firmando un contratto biennale con opzione fino al 2023.
Ha esordito con l'Utrecht in Eredivisie nel pareggio per 5–5 contro l'AZ Alkmaar il 28 gennaio 2023.
Il 15 luglio 2023 è tornato all'Excelsior Rotterdam con un contratto triennale.

## Vita privata
Nato nei Paesi Bassi, ha origini capoverdiane.

## Statistiche

### Presenze e reti nei club
Statistiche aggiornate al 23 settembre 2023.
| Stagione        | Squadra         | Campionato      | Campionato | Campionato | Coppe nazionali | Coppe nazionali | Coppe nazionali | Coppe continentali | Coppe continentali | Coppe continentali | Altre coppe | Altre coppe | Altre coppe | Totale | Totale | Totale |
| Stagione        | Squadra         | Comp            | Pres       | Reti       | Comp            | Pres            | Reti            | Comp               | Pres               | Reti               | Comp        | Pres        | Reti        | Pres   | Reti   |        |
| --------------- | --------------- | --------------- | ---------- | ---------- | --------------- | --------------- | --------------- | ------------------ | ------------------ | ------------------ | ----------- | ----------- | ----------- | ------ | ------ | ------ |
| 2020-2021       | Jong Utrecht    | 1D              | 23         | 1          |                 | -               | -               |                    | -                  | -                  |             | -           | -           | 23     | 1      |        |
| 2021-2022       | Jong Utrecht    | 1D              | 31         | 3          |                 | -               | -               |                    | -                  | -                  |             | -           | -           | 31     | 3      |        |
| 2022-2023       | Jong Utrecht    | 1D              | 30         | 8          |                 | -               | -               |                    | -                  | -                  |             | -           | -           | 30     | 8      |        |
| 2022-2023       | Utrecht         | ED              | 3          | 0          | CO              | 0               | 0               |                    | -                  | -                  |             | -           | -           | 3      | 0      |        |
| 2023-2024       | Excelsior       | ED              | 30         | 2          | CO              | 2               | 0               |                    | -                  | -                  |             | -           | -           | 32     | 2      |        |
| Totale carriera | Totale carriera | Totale carriera | 117        | 14         |                 | 2               | 0               |                    | -                  | -                  |             | -           | -           | 119    | 14     |        |